# Pseudeurostus kelleri
Pseudeurostus kelleri is een keversoort uit de familie klopkevers (Ptinidae). De wetenschappelijke naam van de soort werd in 1959 gepubliceerd door Barnum Brown.